# Frea fusca
Frea fusca là một loài bọ cánh cứng trong họ Cerambycidae.